# 馬志威
馬志威（Edward Ma，1986年3月21日—），香港男演員，曾拍攝多個平面及電視廣告。2013 年在葉念琛執導的電影《第一次不是你》（2013年9月12日上映）中擔任男主角。

## 生平
馬志威於2012年曾先後於多位歌手的MV中飾演男主角，包括吳雨霏《告白》、容祖兒《不好意思我愛你》、古巨基《告別我的戀人們》、許志安《情人甲》等，也多次為各時裝雜誌如《Milk Magazine》、《東TOUCH》、《KETCHUP》及《Men's UNO男人誌》等拍攝，並曾為不同品牌拍攝重點系列目錄。2013年在電影《第一次不是你》中擔任男主角。
馬志威在入行初期已拍攝了多個電視廣告，當中包括廣為人知的蒸餾水廣告，更憑該廣告角逐2013年TVB最受歡迎電視廣告大獎最受歡迎男主角。
2014年開始成為太陽娛樂文化（現昇陽娛樂文化）旗下藝人，作更多方面的幕前演出。

## 演出作品

### 音樂錄像
- 2012年：《告白》 吳雨霏
- 2012年：《告別我的戀人們》 古巨基
- 2012年：《不好意思我愛你》 容祖兒
- 2013年：《情人甲》 許志安
- 2013年：《不許你註定一人》 Dear Jane
- 2014年：《失戀要在放工後》 J.Arie

### 電視劇
- 2014年：香港電台 - 《IT行者》之留言 飾 Jack
- 2014年：香港電台 - 《同里有親》 飾 方駿麒
- 2014年：香港電台 - 《性本善2014-曼陀羅的愛》
- 2015年：香港電台 - 《警訊》之自投羅網
- 2017年：ViuTV - 《瑪嘉烈與大衛系列 前度》 飾 大輝
- 2019年：TVB - 《荷里活有個大老千》 飾 螳螂阿朗
- 2020年：東方衛視 - 《三十而已》 飾 梁正賢
- 2021年：優酷 - 《情陷聊斋》(網絡劇) 飾  黑山老妖
- 2022年：央視八套 - 《幸福二重奏》飾  赵凯
- 2023年：- 《今生也是第一次》飾  夏志雄
- 2024年：騰訊視頻 - 《少年巴比倫》(網絡劇) 飾 黃青
- 2024年：TVB - 《黑色月光》 飾 蔣基俊

### 微電影
- 2012年：《失戀博物館》
- 2013年：《好奇不滅》
- 2013年：《光是愛你不夠》
- 2015年：香港電台第二台、保安局禁毒處、禁毒常務委員會同行抗毒微電影《如果⋯可以》
- 2016年：浸會大學 週年短片《日本之路》

### 電影作品
- 2013年：《第一次不是你》
- 2014年：《天師鬥殭屍》(客串)
- 2015年：《小姐誘心》 飾 威（寶之公司同事）
- 2016年：《PG戀愛指引》
- 2016年：《老笠》
- 2016年：《辣警霸王花》(客串)
- 2016年：《危城》 飾 小順 (普城保衛團團員)
- 2017年：《初戀日記：賤男蜜擾》飾 張子豪
- 2019年：《入鐵籠》飾 招積
- 2022年：《不要忘記我愛你》
- 2022年：《神探大戰》
- 2022年：《忽然心動》 飾 志豪
- 2023年：《戀愛代理人》
- 2023年：《12日》 飾 賀正豪(Simon)
- 2023年：《見怪》(網絡電影)
- 2024年：《不是你不愛你》
- 2024年：《反貪風暴之加密危機》(網絡電影)
- 2024年：《破·地獄》飾 急症室醫生

### 節目主持
- 2020年：ViuTV - 《帶你到主場》

## 廣告
- 2012年：雀巢drumstick 電視廣告
- 2012年：24小時麥當勞 電視廣告
- 2012年：WeChat 微信微廣告
- 2012年：維他蒸餾水 電視廣告
- 2013年：匯豐銀行萬應錢 平面廣告
- 2013年：百老匯 電視廣告
- 2013年：港鐵 平面廣告

## 所獲獎項
- 2012年：2012 Men's Uno Super Model Contest 亞軍
- 2014年：Jessica Code 2013 Hottest Icon

## 外部連結
- Edward Ma Official Facebook Page
- 馬志威官方微博 （页面存档备份，存于）
- Edward Ma馬志威 Instagram （页面存档备份，存于）
- 馬志威在Enjoy Movie上的電影作品列表 （页面存档备份，存于）